# Hovd tartomány
Hovd tartomány (mongolul: Ховд аймаг) Mongólia huszonegy tartományának (ajmag) egyike. Az ország nyugati részén terül el, székhelye Hovd.

## Földrajz
Nyugaton Bajan-Ölgij-, északon Uvsz-, keleten Dzavhan- és Góbi-Altaj tartománnyal, valamint délen Kína Hszincsiang-Ujgur Autonóm Területével határos.
A tartomány és székhelye az azonos nevű folyóról kapta nevét. Központi és délnyugati része hegyvidék, ahol a Mongol-Altaj északnyugat-délkeleti csapású hegyvonulatai húzódnak. Legmagasabb hegyei a Bajan-Ölgíj tartománnyal közös határ mentén: Mönh-Hajrhán (Мөнх хайрхан, 4362 m, az ország második legmagasabb pontja), Cambagarav (Цамбагарав уул, 4163 m), Tahilt (Тахилт, 4019 m).
Északi, északkeleti területe a Nagy-tavak medencéjének része, közepén a Har-Usz-tóval (Хар-Ус нуур). Ide ömlik a Mongol-Altaj legnagyobb folyója, a Hovd, miután felveszi mellékfolyóját, a Bujant, mellyel nagy mocsaras deltát alkot. A Dzavhan tartománnyal közös határon terül a Har-tó és a Dörgön-tó. A Mongol-Altaj keleti oldalán eredő két folyó, a Hojt-Cenher és a Dund-Cenher (Хойт цэнхэр гол és Дунд цэнхэр гол) a hegyek közül kijutva egyesül, vizük a kis Cagán-tóba ömlik, hacsak előbb el nem vész a pusztán.
Délen a Mongol-Altaj hegyeit félsivatagos medence váltja fel. Oda igyekeznek folyói is, mint az Üjencs (105 km)  és a Bodoncs (Үенч гол, Бодончийн гол), de vizük elvész. A medencét a mongol-kínai határon emelkedő kisebb területű, de magasra nyúló hegyek szegélyezik: Bajtag-Bogd, Havtag-Úl. Azokon túl, kínai területen a Dzsungár Góbi kezdődik.

## Járások
- Altaj járás (Алтай сум)
- Bulgan járás (Булган сум)
- Bujant járás (Буянт сум)
- Darvi járás (Дарви сум)
- Dörgön járás (Дөргөн сум)
- Dút járás (Дуут сум)

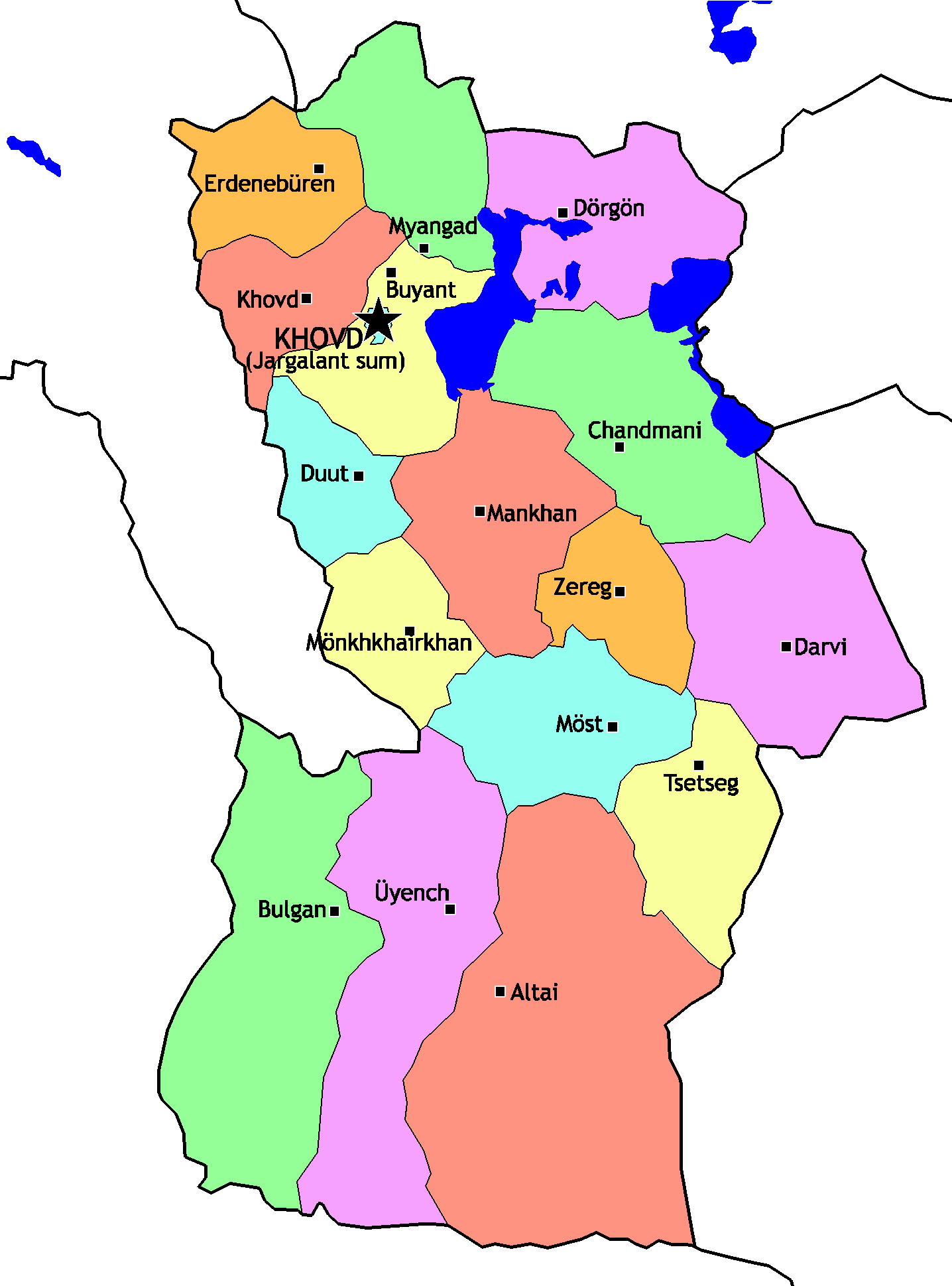
Hovd járásai

- Dzsargalant járás (Жаргалант сум)
- Dzereg járás (Зэрэг сум)
- Manhan járás (Манхан сум)
- Mönhhajrhan járás (Мөнххайрхан сум)
- Möszt járás (Мөст сум)
- Mjangad járás (Мянгад сум)
- Üjencs járás (Үенч сум)
- Hovd járás (Ховд сум)
- Csandmani járás (Чандмань сум)
- Ceceg járás (Цэцэг сум)
- Erdenebüren járás (Эрдэнэбүрэн сум)